# Многоколосник морщинистый
Многоколосник морщинистый, или лофант тибетский, или корейская мята (лат. Agastache rugosa) — вид травянистых растений из рода Многоколосник семейства Яснотковые. Распространён в Восточной Азии. Используется в медицинских и декоративных целях.
В синонимику вида входит название Lophantus tibeticus — Лофант тибетский. Также встречается транслитерация латыни — агастахе морщинистый или агастахис морщинистый.
Многоколосник морщинистый иногда путают с другим видом этого же рода, многоколосником крапиволистным (Agastache urticifolia), который происходит из Северной Америки и выращивается как огородная культура в Европе.

## Описание
Многолетнее растение высотой до 40–100 см с четырёхгранными стеблями, ветвящимися в верхней части. Овально-сердцевидные листья противоположно расположены супротивно, 5–10 см длиной и 3–7 см шириной, с крупнопильчатыми краями. На нижней стороне некоторых листьев имеются волоски и/или белая кайма. Листья немного крупнее, чем у многоколосника фенхельного (Agastache foeniculum).
С июля по сентябрь в Северном полушарии на соцветиях длиной 5–15 см и шириной 2 см распускаются пурпурные двугубые цветки. Чашечка длиной 5–6 мм с пятью узкими треугольными долями. Лепестки длиной 8–10 мм, нижние длиннее, внутренние зубчатые. Цвет их варьирует от розового до фиолетового. Тычинки дидинамовые, длинные, открытые.
Плод — схизокарпий, с обратнояйцевидными эллиптическими меристемами 1,8 мм.
Растение самоопыляемое, но может опыляться и с помощью насекомых.

## Ареал
В отличие от большинства представителей рода многоколосников, произрастающих в умеренных климатических зонах Северной Америки, многоколосник морщинистый — единственный вид, который обитает в Восточной Азии.

## Выращивание
Хорошо растет на плодородных, влагоудерживающих почвах и при хорошем солнечном свете. Аромат становится слабее в затененных условиях.
Растение можно размножать как половым, так и бесполым путем. Семена, собранные осенью, можно сеять весной. Можно также выкопать растение осенью или ранней весной, разделить корни и посадить их с интервалом 30 см.

## Применение
Выращивают растение как пряно-ароматическую, эфиромасличную и медоносную культуру, а также в декоративных, косметологических, лечебных целях.

### Садовое растение
Применяется как декоративное садовое растение.

#### Сорта
Существует несколько сортов, в том числе «Golden Jubilee» с желто-зелёной листвой, «Alabaster» и «Fragrant Delight». Существует также ряд гигантских гибридов иссопа, родительским элементом которых является A. Rugosa, например, Agastache × 'Black Adder' и 'Blue Fortune', получивший премию Королевского садоводческого общества за заслуги перед садом.

### Медонос
Цветет лофант почти все лето, уже с первого года жизни вырабатывая значительное количество нектара, за что очень ценится пчеловодами. С 1 га за сезон пчелы собирают от 400 кг до 600 кг нектара.

### Кулинария
Листья используют как пряно-ароматическую добавку в солениях, маринадах, квашеных продуктах, консервациях. Семена его добавляются в выпечку, используются в качестве специи. Из соцветий варят варенье, компоты, кисели.

#### Корейская кухня
Корейское название растения — пэчохян (배초향), но в южных частях Кореи, где это растение широко выращивают и употребляют в пищу, оно более известно как банга (방아). В южнокорейской кухне эта трава является популярной добавкой различным блюдам, её добавляют за пару минут до окончания готовки, таким как чуо-тан (тушеное мясо из прудового вьюна) и маын-тан (острое рыбное рагу). Его также иногда используют в качестве основного ингредиента в бучимге (корейские блины).

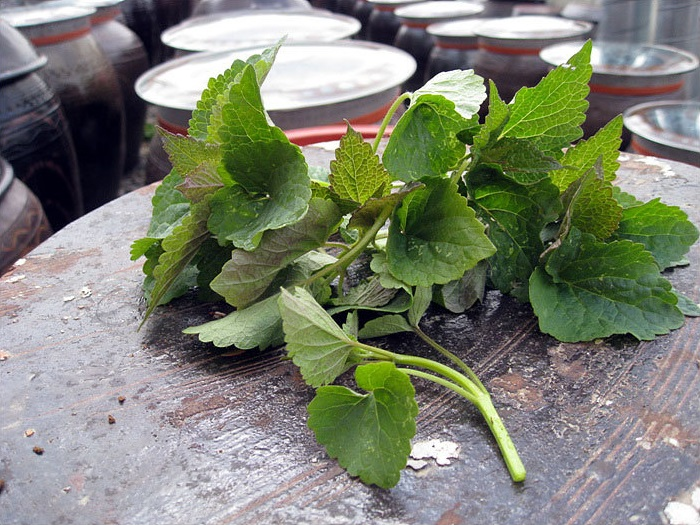
Листья корейской мяты на онгги[укр.]
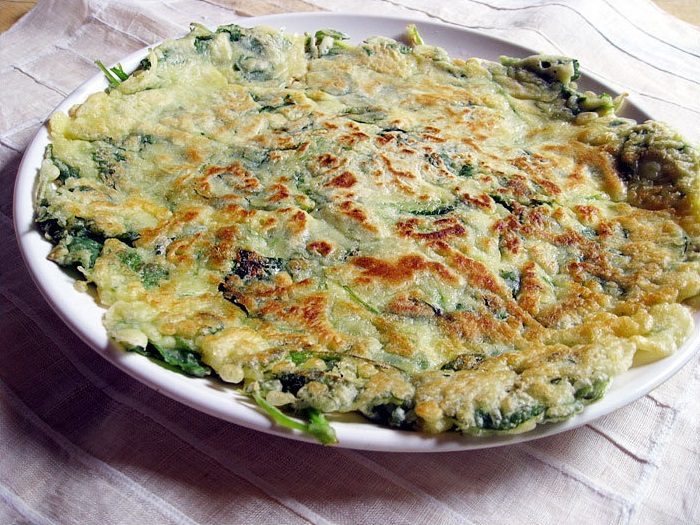
Банга-бучимге[англ.] (корейские мятные блины)

### Традиционная медицина
В традиционной китайской медицине растение известно под названием huò xiāng (藿香), и является одним из 50 основных лекарственных растений. Оно используется взаимозаменяемо с Гуан Хо Сян. Его традиционно использовали для облегчения тошноты, рвоты и плохого аппетита. Он содержит метилхавикол, анетол, анисовый альдегид, лимонен, пинен и линалоол.